# جبهة التحرير الشعبية الفلسطينية
جبهة التحرير الشعبية الفلسطينية تأسست عام 1967 على يد طاهر دبلان،  وانضمت لمنظمة الصاعقة في مؤتمر القاهرة للقوى الفلسطينية عام 1968، لكن دبلان خرج مجدداً من منظمة الصاعقة في مارس 1968 ليؤسس كتائب النصر الفدائية.
انظر الجبهة الشعبية لتحرير فلسطين 